# Легендарные датские короли
Легендарными королями Дании называют предшественников Горма Старого, полулегендарного правителя Дании. Источники об этом периоде противоречат друг другу даже в именах датских правителей и тех стран, которыми они владели.

## Легендарные короли

### Адам Бременский
- Годфред, датский король (Книга I,16).
- Хемминг, король данов, двоюродный брат Годфреда (Книга I,16, 17).
- Сигфред и Ануло, племянники Годфреда, короли данов (Книга I, 17).
- Регинфрид и Харальд Боезуб (Книга I, 17).
- Харальд Клак (Книга I, 17).
- Хорик I (Книга I, 17,28).
- Хорик II (Книга I, 30).
- Сигфред, датский король около 873 года (Книга I, 39, 41).
- Хальвдан, возможно датский король около 873 года (Книга I, 39,41), соправитель Сигурда Змееглазого.
- «тираны у данов и норманнов» Хорик, Орвиг, Годфрид, Рудольф и Ингвар (сын Лодпарха) (Книга I, 39).
- Хельги (Книга I, 50).
- Олаф (Книга I, 50).
- Гирд и Гнупа сыновья Олафа (Книга I, 50).
- Сигерих (Книга I, 54).
- Хардекнут Вурм, сын Свена (Книга I, 54, 57).

### «Деяния данов»Саксона Грамматика[1]
- Дан (лат. Dan) и его брат Ангул (лат. Angul), сыновья Хумбли (лат. Humble) (Книга I.1).
- Хумбли (лат. Humblus, др.-исл. Humli) сын Дана (Книга I.1-2).
- Хлёдр (лат. Lotherus, др.-исл. Hlöðr) сын Дана (Книга I.1-3).
- Скьольд (лат. Skyoldus, др.-анг. Scyld (Скильд), др.-исл. Skjoldr), сын Хлёдра, родоначальник Скьёльдунгов (Книга I.3-4).
- Грам (лат. Gram), сын Скьольда (Книга I.4).
- Свипдагер (лат. Suibdagerus), правитель Норвегии (Книга I.4-6).
- Гуторм (лат. Guthormus), сын Грама от 1 жены (Книга I.5).
- Хаддинг (лат. Hadingus), сын Грама от 2 жены (Книга I.5-6,8; Книга II.2).
- Фроди I (лат. Frotho I), сын Хаддинга (Книга II.2-4).
- Хальдан I (лат. Haldanus I), сын Фрото (Книга II.4-5). (претендовали Ро (лат. Roe), сын Фрото, Скат (лат. Scato), сын Фрото Книга II.4-5);
- Хроар (лат. Roa, лат. Ro, др.-исл. Hroar, др.-англ. Hroðgar), сын Хальдана I (Книга II.5).
- Хельги (лат. Helgo, др.-исл. Helgi, др.-англ. Halga), сын Хальдана I (Книга II.5).
- Хрольф Краки (лат. Rolvo, др.-исл. Hrolfr Kraki, он же Хрольв Жердинка), сын Урсы и Хельги (Книга II.5-8; Книга III.3).
- Хьярвард (лат. Hiartuar, совр. дат. Hjarvard), муж Скульды (лат. Sculda сводной сестры Рольфа Краке по матери (Книга II.6-8; Книга III.3).
- Готер (лат. Hotherus), внук Сванхиты дочери Хаддинга Правитель Дании и Швеции (Книга II.5; Книга III.1-4).
- Бальдр (лат. Balderus), сын Одина (Книга III.2-3).
- Хрёрик (лат. Roricus), сын Готера (Книга III.4-6; Книга IV 2).
- Геруда (лат. Gerutha), дочь Хрёрика. Жена Хорвендила, Фенга и Виглека (Книга III.6; Книга IV 2).
- Хорвендил (лат. Horwendillus, Orwendillus, Horuuendillus, Aurvandil, Earendel, др. исл. Aurvandil; др. англ. Ēarendel, ломбардск. Auriwandalo, староверхне. нем. Orentil, Erentil), первый муж Геруды (Книга III.6).
- Фенго лат. Fengo, совр. дат. Fenge), брат Хорвендила, второй муж Геруды (Книга III.6).
- Амлет (лат. Amlethus, совр. исл. Amlódí), сын Геруды и Хорвендила (Книга III.6; Книга IV 1-2).
- Виглек (лат. Wiglecus), третий муж Геруты (Книга IV 2-3).
- Вермунд (лат. Wermundus), сын Виглека (Книга IV 3-4).
- Уффо (лат. Uffo, Ubbonis, др.-англ. Offa), сын Вермунда (Книга IV 3-6).
- Дан II (лат. Dan II), сын Уффо (Книга IV 6).
- Хуглейк (лат. Huglecus) (Книга IV 7).
- Фродо II Сильный (лат. Frotho II Vigorous) (Книга IV 8).
- Дан III (лат. Dan III) (Книга IV 9).
- Фридлейф I Быстрый (лат. Fridlevus I), сын Дана III (Книга IV 10).
- Фродо III (лат. Frotho III), сын Фридлейфа.
- Хьярни (лат. Hiarnus).
- Фридлейф II (лат. Fridlevus II), сын Фродо.
- Фродо IV (лат. Frotho IV), сын Фридлейфа II.
- Ингильд (лат. Ingellus, Ingello, англ. Ingild).
- Олаф I (лат. Olavus), сын (либо племянник Ингильда Ст.).
- Фрото V (лат. Frotho V) и Харальд, сыновья Олафа.
- Харальд и Хальфдан II (лат. Haldanus II), сыновья Харальда.
- Ингви (лат. Unguinus, совр. датск. Yngve, др.-исл. Yngvi).
- Рагнальд.
- Сивальд I (лат. Sywaldus I), сын Ингвина.
- Сигар (лат. Sygarus, англ. Sigar).
- Сивальд, сын Сигара.
- Саур (Saurr, рус. «дерьмо», по другим источникам: Сор) — пёс, назначенный королём[2].
- Хальфдан III (лат. Haldanus III).
- Харальд Боезуб (лат. Haraldus), сын Харальда.
- Сивард Хринг (лат. Siwardus Ring, др.-исл. Sivardr Hring, он же Сивард Кольцо), племянник Харальда (наследник).
- Оле (лат. Olo, др.-исл. Áli, др.-англ. Onela, датск. Åle или Ale), племянник Харальда.
- Омунд, сын Оле.
- Сигурд I (лат. Sywardus I).
- Ёрмерик (лат. Iarmericus).
- Броди (лат. Broderus).
- Сивальд II (лат. Sywaldus II).
- Снио (лат. Snio).
- Бьорн (лат. Biorn).
- Харальд II (лат. Haraldus II).
- Горм I (лат. Gormo I).
- Годфрид (лат. Gudfred).
- Олав II (лат. Olavus), сын Годфрида.
- Хемминг (лат. Hemmingus).
- Сигурд Кольцо (лат. Siwardus Ring).
- Рагнар Лодброк (лат. Regner Lothbrog), он же Рагнар Кожаные Штаны сын Сигурда Кольцо, правитель ряда скандинавских стран, потомок конунгов Гардарики.[3]
- Сигурд Змееглазый (лат. Siwardus III).
- Эйрик (лат. Ericus).
- Кнут I (лат. Kanutus I).
- Фроди VI (лат. Frotho VI).
- Горм II (лат. Gormo II).
- Харальд III (лат. Haraldus III).
- Горм III (лат. Gormo III), он же Горм Старый.

### «Хроника конунгов из Лейре»
- Дан, сын Иппера (первого короля Швеции).

…
- Хальдан (Хальфдан?).
- Ро (Хроар?) и Хельги, сыновья Хальдана.
- Ракке (пёс) был поставлен шведами, править над датчанами.
- Хрольф Краки.
- Снио, сын Фрости.

### Беовульф[4]
- Скьёльд Скевинг (найденыш).
- Беовульф Старший, сын Скильда.
- Хальфдан, сын Беовульфа Старшего.
- Херогар, сын Хальфдана.
- Хродгар, сын Хальфдана.
- Хродульф, сын Хальги Доброго (сына Хальфдана).

### Песнь о Гротти[5]
- Скьёльд, сын Одина.
- Фридлейв, сын Скьёлда.
- Фроди, сын Фридлейва.

### Сага о Скьёльдунгах
- Скьёльд (Skjöldr, лат. Scioldus).
- Фридлейв I (лат. Fridleifus I).
- Фродо I (лат. Frodo I).
- Херлейв (лат. Herleifus).
- Хавард (лат. Havardus).
- Лейв (лат. Leifus).
- Херлейв (лат. Herleifus).
- Хунлейв (лат. Hunleifus).
- Алейв (лат. Aleifus).
- Оддлейв (лат. Oddleifus).
- Гейрлейв (лат. Geirleifus).
- Гуннлейв (лат. Gunnleifus).
- Фродо II (лат. Frodo II).
- Вермунд (Wermund, лат. Vermundus).
- Дан I (лат. Dan I).
- Дан II (лат. Dan II).
- Фродо III (лат. Frodo III).
- Фридлейв II (лат. Fridleifus II).
- Фродо IV (лат. Frodo IV).
- Ингьяльд (Ingeld, лат. Ingjaldus).
- Хельги (Halga, лат. Helgo).
- Хродгар (Hroðgar, лат. Roas).
- Хрольф Краки (Hrólfr Kraki, лат. Rolfo Krake).
- Хьёрвард (Heoroweard, лат. Hiorvardus).
- Хрёрик (лат. Rærecus, Hreðric).
- Хродмунд (Hroðmund).

### Сага об Инглингах
- Скьелд.

…
- Риг (первый конунг).
- Данп, сын Рига.
- Дан Гордый, сын Данпа. В честь него названа Дания.
- Фроди Гордый или Миролюбивый, сын Дана.
- Хальвдан, сын Фроди.
- Фридлейв, сын Фроди.
- Али Смелый, сын Фридлейва.

…
- Фроди Смелый.
- Хельги, сын Хальфдана.
- Хрольв Жердинка, сын Хельги и Ирсы.

…
- Ивар Широкие Объятья.

## Легендарно-исторические короли
- Хьюглаук (Хлохилак, Хигелак), король гаутов (либо ютов) около 521 года убит во время своего набега в Фризию.
- Хардред, сын Хигелака.

…
- Ивар Широкие Объятья король Дании и Швеции VII век.
- Хрёрик Метатель Колец король Дании и Зеландии VII век.
- Харольд Боевой Зуб, внук Ивара король Дании и Швеции.
- Сигурд Кольцо (en:Sigurd Hring), племянник Харольда король Дании и Швеции.

…
- Сигифрид, датский король (около 777 — около 800 года).
- Годфред, датский король (около 804 — 810).
- Хемминг, племянник Годфреда. датский король ок. 811—812.
- Харальд Клак, датский король в 812 — ок.826, правитель Нордальбингии или Рустрингии в 826 — ? Умер в изгнании.
- Хорик I, сын Годфреда датский король 812—853 или 854.
- Хорик II Младший, сын Хорика I датский король 853/854 — после 864[6].
- Рёрик (брат или племянник Харальда Клака) датский король (юг Ютландии) ок. 850 — ?.
- Сигфред, датский король ок.873 — ?.
- Хальвдан, датский король ок. 873 — ?.
- Хельги, датский король ок. 891 года.
- Олаф Груда Развалин, датский король X века.
- Гнупа, датский король X века.
- Сигтрюгг Гнупассон, датский король X века.